# Domingo Sangriento (1939)

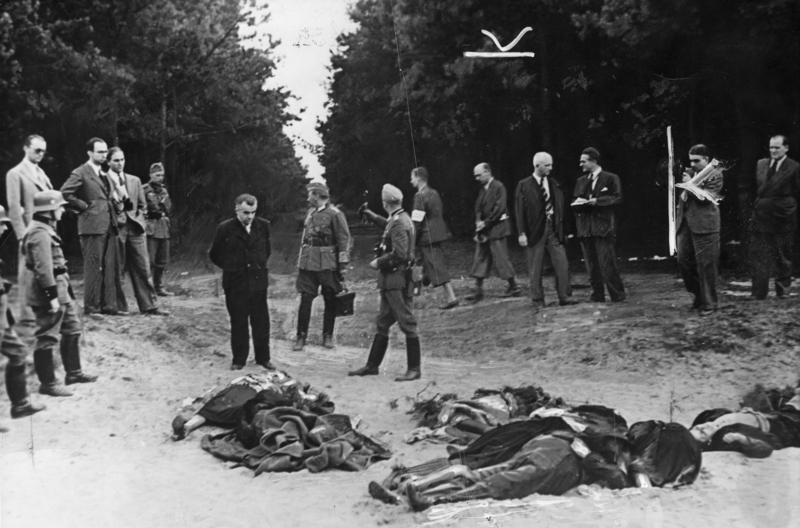
Soldados de la Wehrmacht mostrando víctimas alemanas a los periodistas.

Domingo Sangriento de Bromberg (en alemán: Bromberger Blutsonntag; en polaco: Krwawa niedziela), o sencillamente Domingo Sangriento, es el término usado para referirse a una serie de asesinatos ocurridos el 3 de septiembre de 1939, dos días después de que comenzase la invasión alemana de Polonia, al inicio de la II Guerra Mundial. Los asesinatos sucedieron en los alrededores de Bydgoszcz (alemán: Bromberg), una ciudad polaca con una importante minoría alemana, y fueron muy controvertidos porque el número de víctimas y otros detalles del incidente son materia de debate entre los historiadores.

## Terminología
El término «Domingo Sangriento» fue creado y alimentado por los oficiales propagandistas Nazi. El Ministerio de Propaganda emitió una instrucción para la prensa diciendo:

(...) deben mostrar las noticias del barbarismo de los polacos en Bromberg. La expresión "domingo sangriento" debe volverse una entrada permanente en el diccionario y darle la vuelta al mundo. Por esta razón, este término debe ser subrayado en forma continua.

## Antecedentes
Bydgoszcz (Bromberg) era parte de la Mancomunidad de Polonia-Lituania hasta 1772, cuando fue anexado por el Reino de Prusia durante la primera partición de Polonia. Como parte de Prusia, la ciudad se vio afectada por la unificación de Alemania en 1871 y pasó a formar parte del Imperio alemán. Seguiría siendo parte del Imperio Alemán hasta el final de la Primera Guerra Mundial. En febrero de 1920, el Tratado de Versalles concedió la ciudad y la región circundante a la Segunda República de Polonia (la región administrativa de Pomerania). Esto dio lugar a un número de alemanes étnicos de la región para salir de Alemania. Durante el período de entreguerras, la población alemana disminuyó aún más. El censo de 1931 de Polonia informó de la minoría alemana en la ciudad para ser 117 200, para el historiador alemán Hugo Rasmus, solo alrededor de 100 000 alemanes permanecieron allí en 1939.
La aparición del NSDAP en Alemania tuvo un impacto importante sobre la ciudad. Adolf Hitler revitalizó el movimiento Völkisch, haciendo un llamamiento a los alemanes que viven fuera de Alemania. Fue un objetivo explícito de Hitler para revertir el trabajo del Tratado de Versalles y crear una Gran Germania. En marzo de 1939, estas ambiciones, las acusaciones de atrocidades en ambos lados de la frontera polaco-alemana, la desconfianza, y el creciente sentimiento nacionalista llevó al deterioro total de las relaciones polaco-alemanas. La demanda alemana sobre el Corredor Polaco, la oposición de Polonia a cualquier negociación con él, y finalmente la invasión alemana de Polonia alimentaron las tensiones étnicas y se mueve al ritmo de las atrocidades que pronto siguió el estallido de las hostilidades y la confusión sobre el Domingo Sangriento.
Después de los conflictos armados que entraron en erupción el 1 de septiembre de 1939, a gran escala la persecución de los alemanes étnicos en Polonia siguió. Los nazis alegaron que las peores atrocidades se produjeron el 3 de septiembre en Bydgoszcz. Las autoridades polacas fueron acusadas de organizar o tolerar la violenta limpieza étnica de los alemanes que viven en Polonia.

## Domingo Sangriento
Según la versión tradicional polaca, el incidente se debe a los grupos de alemanes saboteadores que atacan a las tropas polacas detrás de la línea del frente. Esta versión sostiene que, como un contingente del ejército polaco se retiraba a través de Bydgoszcz fue atacado por los irregulares alemanes dentro de la ciudad. De acuerdo a un testigo británico, un polaco artillero en retirada fue tiroteado por los alemanes desde el interior de una casa, los polacos respondieron al fuego y se disparó posteriormente en la de una iglesia jesuita. Los combates continuaron, sufriendo víctimas ambas partes. En los acontecimientos que siguieron, los alemanes que eran considerados supuestamente «armados» y sospechosos de ser insurgentes fueron ejecutados allí mismo y se ha informado de algunos linchamientos. Una investigación en 2004 en Polonia llegó a la conclusión de que las tropas polacas habían sido tiroteadas por miembros de la minoría alemana y agentes de la inteligencia militar alemana: alrededor de 40 a 50 polacos y de 100 a 300 alemanes fueron asesinados.[cita requerida]
La oficina de investigación de los crímenes de la Wehrmacht llegó a la conclusión de que los hechos fueron el resultado del pánico y la confusión entre las tropas polacas. La combinación de los soldados en retirada desordenada y continuos ataques aéreos pueden haber intensificado las tensiones étnicas subyacentes y dio lugar a presuntas atrocidades. La investigación de la Wehrmacht incluyó el interrogatorio de soldados polacos cautivos, los alemanes étnicos de Bydgoszcz y pueblos de los alrededores, así como civiles polacos. Además, los cuerpos de las presuntas víctimas fueron exhumados y la causa de la muerte y la posible participación de rifles militares se evaluó. De acuerdo con esta investigación, un escuadrón de soldados polacos fueron enviados para aclarar la situación. Soldados uniformados polacos, con la ayuda de la población polaca local, fueron llevados a casas desde las que supuestamente se habrían escuchado disparos. En los hogares donde se encontraron armas, las personas fueron objeto de ejecuciones sumarias y otras atrocidades. En buena medida, esas conclusiones se repiten en la historiografía de la posguerra alemana.[cita requerida]

## Represalias alemanas y otras atrocidades
Las muertes fueron continuadas por ciertas represalias y opresiones, incluyendo una «limpieza» de población polaca. En un acto de represalia por las muertes del Domingo Sangriento, un número de ciudadanos polacos fueron ejecutados por las unidades militares alemanas de los Einsatzgruppen, el Waffen-SS y la Wehrmacht. Según el historiador alemán Christian Raitz von Frentz, 876 polacos fueron juzgados por un tribunal por su implicación en los eventos del Domingo Sangriento antes del fin de 1939 y 87 hombres y 13 mujeres fueron sentenciados sin el derecho a apelar. El historiador polaco Czesław Madajczyk tomó nota de 120 ejecuciones con relación al Domingo Sangriento, y una ejecución de 20 rehenes después de que un soldado alemán fuera atacado por un francotirador polaco.
De acuerdo a la versión alemana, los francotiradores polacos atacaron las tropas alemanas en Bydgoszcz durante varios días (las fuentes de información polacas y los testigos no lo confirman). El gobernador alemán, el general Walter Braemer (comandante del ejército trasero) ordenó la ejecución de 80 rehenes polacos por lo que, alrededor del 8 de septiembre, ya habrían muerto de 200 a 400 civiles polacos. Según Richard Rhodes, en un episodio de matanza, unos Boy Scouts fueron empujados contra la pared y fusilados, así como un devoto cura que se apresuraba para repartir el último sacramento. Esa misma semana los asesinatos continuaron y 34 reconocidos negociadores y comerciantes murieron así como varios líderes de la ciudad.
Muchos polacos, particularmente los miembros de la inteligencia polaca y judíos fueron deportados o simplemente asesinados. Así, más de 20 000 ciudadanos polacos de Bydgoszcz (~14 % de la población) murieron víctimas de disparos o trabajos forzados en los campos de concentración durante la ocupación.

## Debate académico
La cantidad exacta de las víctimas del Domingo Sangriento es objeto de debate. El autor alemán Peter Aurich estimó en 366 el número de muertes de civiles alemanes en Bydgoszcz. Hugo Rasmus las sitúa en, al menos, 415. Dos historiadores polacos Włodzimierz Jastrzębski y Czeslaw Madajczyk estiman en 103 las bajas alemanas (Jastrzebski) y alrededor de 300 (150 el 3 de septiembre, el resto en días posteriores) (Madajczyk). Los historiadores polacos resaltan que como estas pérdidas ocurrieron durante el combate, muchas de éstas deberían ser atribuidas a accidentes comunes en las condiciones de combate urbano. Asimismo, argumentan que las bajas civiles pudieron haber ocurrido cuando la ciudad estuvo siendo atacada por la Fuerza Aérea Alemana (Luftwaffe).